# Patinatge de velocitat en pista curta als Jocs Olímpics d'hivern de 2006
Als Jocs Olímpics d'Hivern de 2006 celebrats a la ciutat de Torí (Itàlia) es disputaren vuit proves de Patinatge de velocitat en pista curta, quatre en categoria masculina i quatre més en categoria femenina.
Les proves es realitzaren entre els dies 12 i 25 de febrer de 2006 a les instal·lacions del Torino Palavela.

## Comitès participants
Hi participaren un total de 106 patinadors, entre ells 54 homes i 52 dones, de 24 comitès nacionals diferents.
| - Alemanya (4) - Austràlia (6) - Belarús (1) - Bèlgica (2) - Bulgària (1) - Canadà (10) |  | - Corea del Nord (2) - Corea del Sud (10) - Eslovàquia (1) - Estats Units (10) - França (6) - Hong Kong (1) |  | - Hongria (4) - Itàlia (9) - Japó (10) - Letònia (1) - Països Baixos (3) - Polònia (1) |  | - Regne Unit (10) - Txèquia (1) - Romania (1) - Rússia (3) - Ucraïna (1) - R.P. de la Xina (8) |

## Resum de medalles

### Categoria masculina
| Prova                         | Or                                                                               | Argent                                                                                                 | Bronze                                                                    |
| 500 metres Detalls            | Apolo Anton Ohno                                                                 | François-Louis Tremblay                                                                                | Ahn Hyun-Soo                                                              |
| 1.000 metres Detalls          | Ahn Hyun-Soo                                                                     | Lee Ho-Suk                                                                                             | Apolo Anton Ohno                                                          |
| 1.500 metres Detalls          | Ahn Hyun-Soo                                                                     | Lee Ho-Suk                                                                                             | Li JiaJun                                                                 |
| 5.0000 metres relleus Detalls | Corea del SudAhn Hyun Soo · Lee Ho-Suk · Oh Se-Jong* · Seo Ho-Jin · Song Suk-Woo | CanadàEric Bédard · Jonathan Guilmette* · Charles Hamelin · François-Louis Tremblay · Mathieu Turcotte | Estats UnitsAlex Izykowski · J. P. Kepka · Apolo Anton Ohno · Rusty Smith |

*: patinadors que no patinaren a la final però que foren guardonats amb la medalla.

### Categoria femenina
| Prova                         | Or                                                                                  | Argent                                                                                        | Bronze                                                         |
| 500 metres Detalls            | Wang Meng                                                                           | Evguènia Radànova                                                                             | Anouk Leblanc-Boucher                                          |
| 1.000 metres Detalls          | Jin Sun-Yu                                                                          | Wang Meng                                                                                     | Yang Yang (A)                                                  |
| 1.500 metres Detalls          | Jin Sun-Yu                                                                          | Choi Eun-Kyung                                                                                | Wang Meng                                                      |
| 3.0000 metres relleus Detalls | Corea del SudByun Chun-Sa · Choi Eun-Kyung · Jeon Da-Hye · Jin Sun-u · Kang Yun-Mi* | CanadàAlanna Kraus · Anouk Leblanc-Boucher · Amanda Overland* · Kalyna Roberge · Tania Vicent | ItàliaArianna Fontana · Marta Capurso · Katia Zini · Mara Zini |

*: patinadores que no patinaren a la final però que foren guardonades amb la medalla.

## Medaller
| Posició | País            | Or | Argent | Bronze | Total |
| 1       | Corea del Sud   | 6  | 3      | 1      | 10    |
| 2       | R.P. de la Xina | 1  | 1      | 3      | 5     |
| 3       | Estats Units    | 1  | 0      | 2      | 3     |
| 4       | Canadà          | 0  | 3      | 1      | 4     |
| 5       | Bulgària        | 0  | 1      | 0      | 1     |
| 6       | Itàlia          | 0  | 0      | 1      | 1     |
|         |                 |    |        |        |       |
| Total   | Total           | 8  | 8      | 8      | 24    |